# Italjet Dragster

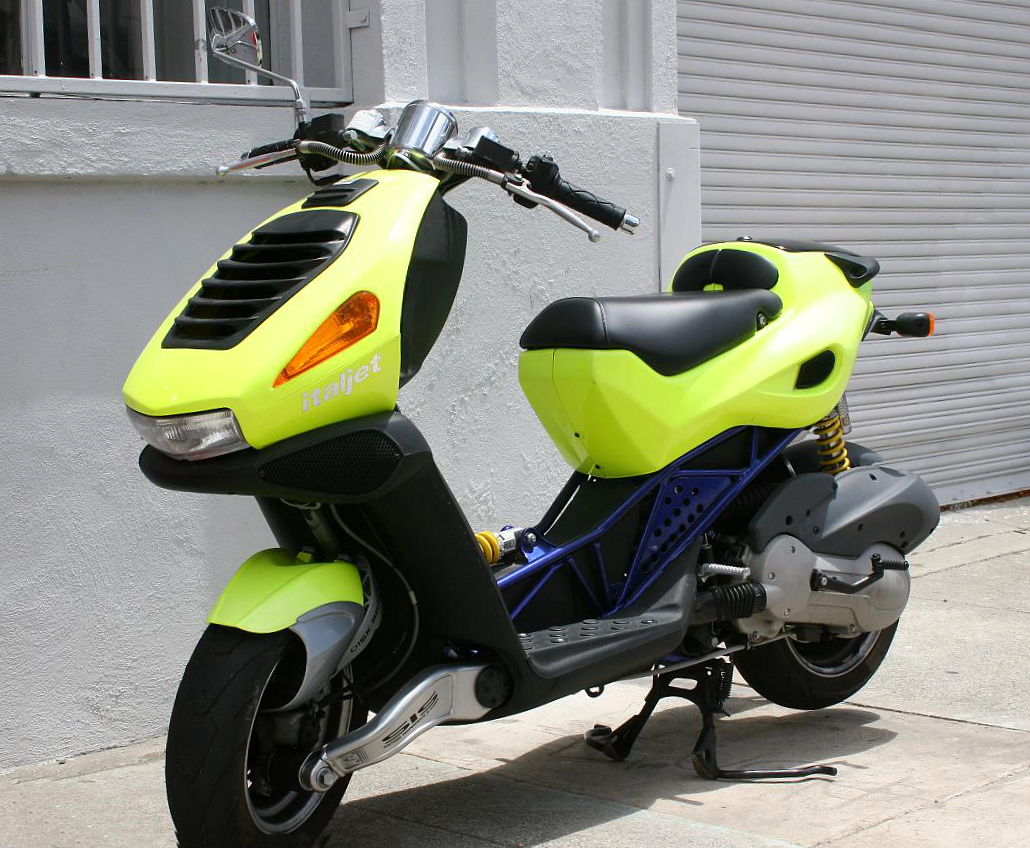
Italjet Dragster 180

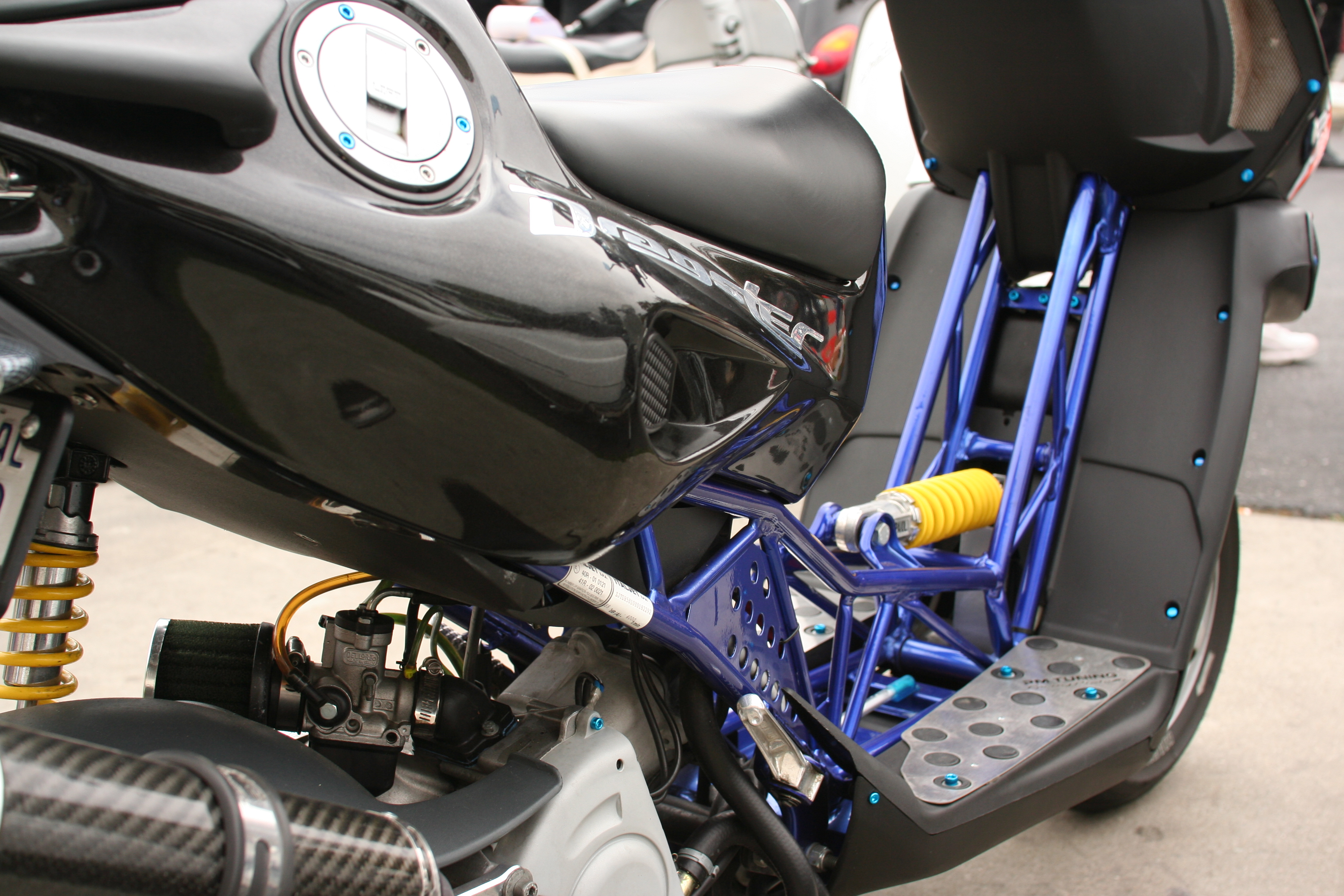
Gitterrohrrahmen des Italjet Dragster

Der Italjet Dragster (1998–2003) des italienischen Herstellers Italjet Moto ist der bislang einzige in Serie hergestellte Motorroller mit einer Achsschenkellenkung und Gitterrohrrahmen. Alessandro und Leopoldo Tartarini erhielten 1997 ein Patent auf einen Gitterrohrrahmen und Achsschenkellenkung bei Motorrollern.

## Technik
Die Achsschenkellenkung ist eine sehr selten angewandte Bauart der Vorderradführung von Motorrädern, bei Motorrollern wurde diese Radführung bislang nicht angewandt. Die Yamaha GTS 1000 (1993–1997) kann als Inspiration der Brüder Tartarini angesehen werden. Innovative Technik und außergewöhnliches Design zeichneten die Dragster-Baureihe aus.

„Dieser Roller ist nichts für Pragmatiker, sondern ein klarer Fall für Exhibitionisten.“

Alle Dragster-Modelle beruhen auf einer Rahmenversion, die offensichtlich für Mehrleistung ausgelegt war. Das Vorderrad wurde in der Dimension 120/70–11, das Hinterrad in der Größe 130/70–12 (2007er Modell 130/60–13) ausgeliefert, der Radstand betrug 1310 mm. Das Modell Dragster 50 wurde 2007 vorübergehend neu aufgelegt, zusätzlich zum Modell Dragster 250. Die Achsschenkellenkung an der Italjet Dragster hinterließ als Fahreindruck ein „unharmonisches und kippeliges Fahrverhalten bei niedrigen Geschwindigkeiten“. Daneben wurde die Geräuschkulisse – trotz Wasserkühlung und ungeregeltem Katalysator – des großen Zweitaktmotors bemängelt:

„Mit dem Italjet Dragster 180 unauffällig durchs Wohngebiet zu rollen ist unmöglich. Wer diesen Roller kauft, will das aber auch gar nicht.“

## Modelle
|                       | Dragster 50                   | Dragster 125                    | Dragster 180                | Dragster 250              |
| --------------------- | ----------------------------- | ------------------------------- | --------------------------- | ------------------------- |
| Motor                 | Einzylinder-Zweitaktmotor     | Einzylinder-Zweitaktmotor       | Einzylinder-Zweitaktmotor   | Einzylinder-Viertaktmotor |
| Bohrung × Hub         | 41 × 37,4 mm                  | 55 × 52 mm                      | 65,6 × 52 mm                | 72 × 60 mm                |
| Hubraum               | 49 cm³                        | 123 cm³                         | 176 cm³                     | 244 cm³                   |
| Leistung              | 3,3 kW (4,5 PS) bei 6.800/min | 10,6 kW (14,4 PS) bei 7.500/min | 14 kW (19 PS) bei 8.000/min | 16 kW (21,8 PS)           |
| Höchstgeschwindigkeit | 50 km/h (80 km/h)             | 103 km/h                        | 122 km/h                    | 125 km/h                  |